# Фарон (епископ Мо)
Фарон (фр. Faron; умер ок. 675 года) — французский святой, епископ Мо. День памяти — 28 октября.

## Биография
Святой Фаро, или Фарон, или Бургундофаро (фр. Burgondofaro), князь Гина, принадлежал семье Фаронидов, о чём говорит его имя.
Его братьями были св. Вальдеберт, князь Гинский, Понтьё и Сен-Польский, ставший настоятелем Люксёя, и Хагноальд (память 6 сентября), епископ Лаона. Его сестрой была св. Бургондофара, основавшая монастырь Фармутье. Они были детьми Хагнорика (Chagnoric), канцлера короля франков Дагоберта I.
Фаро, который унаследовал земли в Гине от своего брата Вальдеберта, стал епископом Мо после Гундоальда (Gundoald), возможно, приходившегося ему родственником, который был епископом Мо в течение некоторого времени между 625 и 637 годами. Он построил монастырь в Эструанне (Estrouanne), неподалёку от расположенного в проливе Па-де-Кале порта Виссан, разрушенного и сожжённого, согласно Гормону и Изамбарту.
Житие святого Фарона в 869 году написал епископ Мо Хильдегарий.